# Anne Madeleine de Hanau-Lichtenberg
La comtesse Anne Madeleine de Hanau-Lichtenberg est née le 14 décembre 1600 à Bouxwiller (Bas-Rhin) et morte le 22 février 1673. Elle est la fille du comte Jean-Reinhard Ier de Hanau-Lichtenberg (*1569; † 1625) et de la comtesse Marie Elisabeth de Hohenlohe-Neuenstein (* 1576; † 1605).
Anne Madeleine épousa successivement:
1. le 27 novembre 1625[1] Lothar de Créhange († 1629), fils de Christophe de Créhange-Pittingen († 1622/1623) et de Anne Bayer von Boppard. De cette union est issu:
  1. le comte François Ernest III († 1677);
2. en août 1633 le « Rhein und Wildgraf » Otto Ludwig von (de) Salm-Kyrburg-Mörching (* 13 octobre 1597; † 16 octobre 1634 à Spire de la peste, inhumé en la cathédrale de Strasbourg. Général suédois et gouverneur en Alsace. De cette union est né un fils posthume:
  1. Wild und Rheingraf Johann XI (*17 avril 1638; † 16 novembre 1688 à Flonheim, enterré en l'église paroissiale de Kirn);
3. le 8 avril 1636 le comte Frédéric Rodolphe de Fürstenberg-Stühlingen (* 23 avril 1602; † 26 octobre 1655 à Datschitz. Il fut le fils du comte Christophe II de Fürstenberg (* 16 novembre 1580 à Blumberg; † 5 janvier 1614[2]) et de Dorothée Freiin von Sternberg († 12 juin 1633). De cette union sont nés: 
  1. François (*, † 1636)
  2. Ferdinand Anselme (* 17 juillet 1637; † 1637)
  3. Marie Franziska (* 7 août 1638; † 24 août 1680), épouse de Hermann Egon de Fürstenberg-Heiligenberg († 10 septembre 1674)
  4. Léopold Adam Louis (* 6 mai 1642; † 13 août 1643)
  5. Catherine Elisabeth (* 27 avril 1643; † 1643)